# تیراندازی با کمان در المپیک تابستانی ۱۹۷۶
تیراندازی با کمان در بازی‌های المپیک تابستانی ۱۹۷۶ نام رویداد ورزش تیراندازی با کمان در بازی‌های المپیک تابستانی بود که در سال ۱۹۷۶ برگزار شد. این مسابقات از دو بخش تیراندازی با کمان تشکیل شده بود که یکی از آن‌ها انفرادی مردان و دیگری انفرادی زنان بود. در مسابقات زنان ۲۷ ورزشکار از ۱۶ کشور به رقابت با یک دیگر پرداختند و همچنین در مسابقات مردان ۳۷ ورزشکار از ۲۴ کشور به رقابت با یک دیگر پرداختند.
آمریکا توانست با کسب ۲ مدال طلا برنده این مسابقات شود.

## جدول مدال‌ها
| رتبه | کشور                      | طلا | نقره | برنز | مجموع |
| ۱    | ایالات متحده آمریکا (USA) | ۲   | ۰    | ۰    | ۲     |
| ۲    | اتحاد شوروی (URS)         | ۰   | ۱    | ۱    | ۲     |
| ۳    | ژاپن (JPN)                | ۰   | ۱    | ۰    | ۱     |
| ۴    | ایتالیا (ITA)             | ۰   | ۰    | ۱    | ۱     |